# The Changeling (película)
The Changeling (titulada Al final de la escalera en Argentina y España, El intermediario del diablo en México) es una película canadiense del año 1980 dirigida por Peter Medak.

## Argumento
John Russell (George C. Scott), un destacado compositor y profesor de música, pierde a su mujer y su hija en un trágico accidente. Para recuperarse, abandona su residencia y acepta un puesto académico en Seattle para una universidad, alquilando una vieja mansión, propiedad de una fundación, que permaneció desocupada durante largos años y que Russell deberá utilizar como espacio de práctica profesional para los alumnos, además de vivienda. 
La presencia del músico en la casa parece despertar a una presencia sutil, que gradualmente se manifiesta con diminutos incidentes y extraños acontecimientos que parecen indicar a Russell que algo, para él intangible, quiere revelarle un secreto.
Al investigar obsesivamente el pasado de la casa, el músico descubre el rastro de algo terrorífico; un hecho de sangre que había permanecido oculto durante casi siete décadas. El asesinato del pequeño Joseph Carmichael, heredero único y directo de la enorme fortuna de su abuelo materno, crimen cometido por su padre, nunca había sido descubierto, hasta que John Russell, en medio de su duelo interior, se hace cargo de resolver el misterio, incluyendo una sesión de espiritismo en la que se devela toda la verdad, que llegará incluso hasta un senador de los Estados Unidos.

## Elenco
- George C. Scott como John Russell, compositor
- Melvyn Douglas como el senador Joseph Carmichael
- Trish Van Devere como Claire Norman
- Eric Christmas como Albert Harmon
- John Colicos como De Witt
- Jean Marsh como Joanna Russell
- Roberta Maxwell como Eva Lingstrom
- Barry Morse como el doctor Pemberton
- Terence Kelly como el sargento Durban

## Producción
Al final de la escalera fue realizada por una productora canadiense y filmada en Canadá, con algunas escenas grabadas en Seattle y en Nueva York. Se pueden observar notables ubicaciones de Seattle durante la película. Las escenas interiores en la universidad fueron filmadas en la Universidad de Toronto y las escenas del edificio donde se encuentra la sociedad para la conservación histórica pertenecen al Hotel Europe en Vancouver. Las escenas de la casa del senador fueron filmadas en la Royal Roads University. La mansión en la que vive John Russell es una maqueta gigante.

## Premios y reconocimientos
Al final de la escalera ganó el primer premio Genie por la mejor película canadiense. También ganó los siguientes premios:
- Mejor actor extranjero: George C. Scott
- Mejor actriz extranjera: Trish Van Devere
- Mejor guion adaptado: William Gray y Diana Maddox
- Mejor diseño de arte: Trevor Williams
- Mejor fotografía: John Coquillon
- Mejor sonido: Joe Grimaldi, Austin Grimaldi, Dino Pigat y Karl Scherer
- Mejor edición de sonido: Patrick Drummond, Dennis Drummond y Robert Grieve

La película ocupa el puesto 54 en la lista de 100 películas más terroríficas de todos los tiempos realizada por el canal de televisión Bravo. El director Martin Scorsese posicionó a The Changeling en el puesto número 11 en la lista de películas más terroríficas de todos los tiempos.

## Banda sonora
La banda sonora de Al final de la escalera fue realizada por Percepto Records, salió a la venta en CD el 21 de diciembre de 2001 y fue limitada a 1 000 copias. El 13 de abril de 2007 salió a la venta una edición Deluxe de la banda sonora de la película, que también fue limitada a 1 000 copias y que subsecuentemente se agotó.
Lista de canciones de la banda sonora:
Edición básica
1. Main Title 2:31
2. The First Look 1:46
3. First Chill 1:31
4. Music Box Theme for Piano
5. Country Ride 1:04
6. Bathtub Reflections 3:03
7. Secret Door 3:31
8. The Attic 2:45
9. Music Box Theme 1:45
10. The Ball 3:15
11. The Seance 7:31
12. The Killing 3:42
13. Carmichael Reflects / On the Floor 2:18
14. Face On the Bedroom Floor 1:59
15. Chain Reaction 3:46
16. The Doors 1:10
17. Mirror, Mirror On The Wall 1:11
18. The Attic Calls Clair 3:52
19. Resolution 5:53
20. End Title 3:10
21. The Seance - Alternate Version (bonus) 7:09
22. Carmichael's Demise (bonus) 3:43
23. Piano Solos (bonus) 1:37
24. Alternate End Title (bonus) 2:31

Edición Deluxe
Disco 1
1. Main Titles 2:33
2. Piano Source :57
3. Arrival At The House 1:48
4. Piano Source 1:11
5. Piano Source :13
6. First Chill 1:33
7. The Door Opens By Itself :21
8. Music Box Theme For Piano 2:06
9. Country Ride 1:06
10. Bathtub Reflections 3:05
11. Finding the Secret Door 3:33
12. Up Into The Attic 2:47
13. Music Box Theme 1:47
14. The Wheelchair :25
15. Microfilm Research / Cemetery 1:30
16. Ball Over The Bridge / It's Back! 3:17
17. The Seance / Talk To Us! 7:14
18. Murder Flashback 3:43
19. Wheelchair / Carmichael Tower 1:00
20. Carmichael Reflects :34
21. The House On The Lake 1:56
22. Breaking Into The House :54
23. Face On The Bedroom Floor 2:01
24. The Chain Appears In The Dirt 3:47
25. All The Doors Shut 1:12
26. Mirror Mirror (Vision Of Death) 1:13
27. Russell Goes To See Carmichael 2:02
28. The Attic Calls Clair 3:53
29. The Big Finale / Resolution 5:55
30. Music Box / End Credits 3:13

Disco 2
1. The Seance - Alternate Version 7:11
2. Carmichael's Demise (Unused Cue) 3:45
3. Alternate End Title 2:31
4. Unknown Cue 1:51
5. Unused String Quartet (V1) :48
6. Unused String Quartet (V2) 1:17
7. Solo Celeste :47